# Таунйин
Таунйи́н (тайск. แม่น้ำ เมย, Таунгаун, в верховье — Мей или Моэй) — река в Таиланде и Мьянме, приток реки Салуин. В отличие от большинства рек в Таиланде, течёт на север, в северо-западном направлении.
Таунйин образуется у населённого пункта Пакмокер при слиянии рек Тавали (правая составляющая) и Мегала (левая составляющая) на границе тайской провинции Так и мьянманского штата Карен, пересекая границу у города Мьявади. Далее река течёт с юга на север по той же провинции и сливается с рекой Салуин в провинции Мэхонгсон. Длина реки составляет 327 км, высота устья — 76 м над уровнем моря. Левый приток — река Юам, впадает в Моэй всего за 7 км до её слияния с рекой Салуин. Река богата рыбой, в том числе, там водится азиатский лопатоносный сом.

## Международная граница
Река Моэй образует границу между Таиландом и Мьянмой и является местом столкновений между войсками Мьянмы и ополченцами-каренами. В течение многих лет, карены пересекали реку для въезда в Таиланд в качестве беженцев либо для возвращения в Бирму.
В 1997 году был открыт мост через реку на дороге между Mae Sot и Myawaddy, части Международной азиатской сети дорог. Мост, целиком оплаченный Таиландом, обошёлся в 2 миллиона долларов.